# Врбас (река)
Врбас (серб. Врбас) — река в Боснии и Герцеговине, правый приток Савы. Длина реки — 240 км, средний расход воды — 102 м³/с. Этимология названия восходит к сербохорватскому «Врба» (верба).
Врбас берёт начало на склоне горы Враница (боснийская часть Динарского нагорья). Течёт почти на всём протяжении на север, в верхнем течении река имеет горный характер, в русле — пороги, есть несколько водопадов. В нижнем течении река становится более спокойной.
На берегах реки стоит город Баня-Лука, де-факто столица Республики Сербской. Крупнейший приток — река Врбаня, впадающая во Врбас в черте Бани-Луки. Врбас впадает в Саву рядом с городом Србац.
В 1982 году выше Бани-Луки на Врбасе была построена гидроэлектростанция Бочац, для которой на реке создано водохранилище серб. Jezero Bočac длиной около 20 километров.

## Галерея

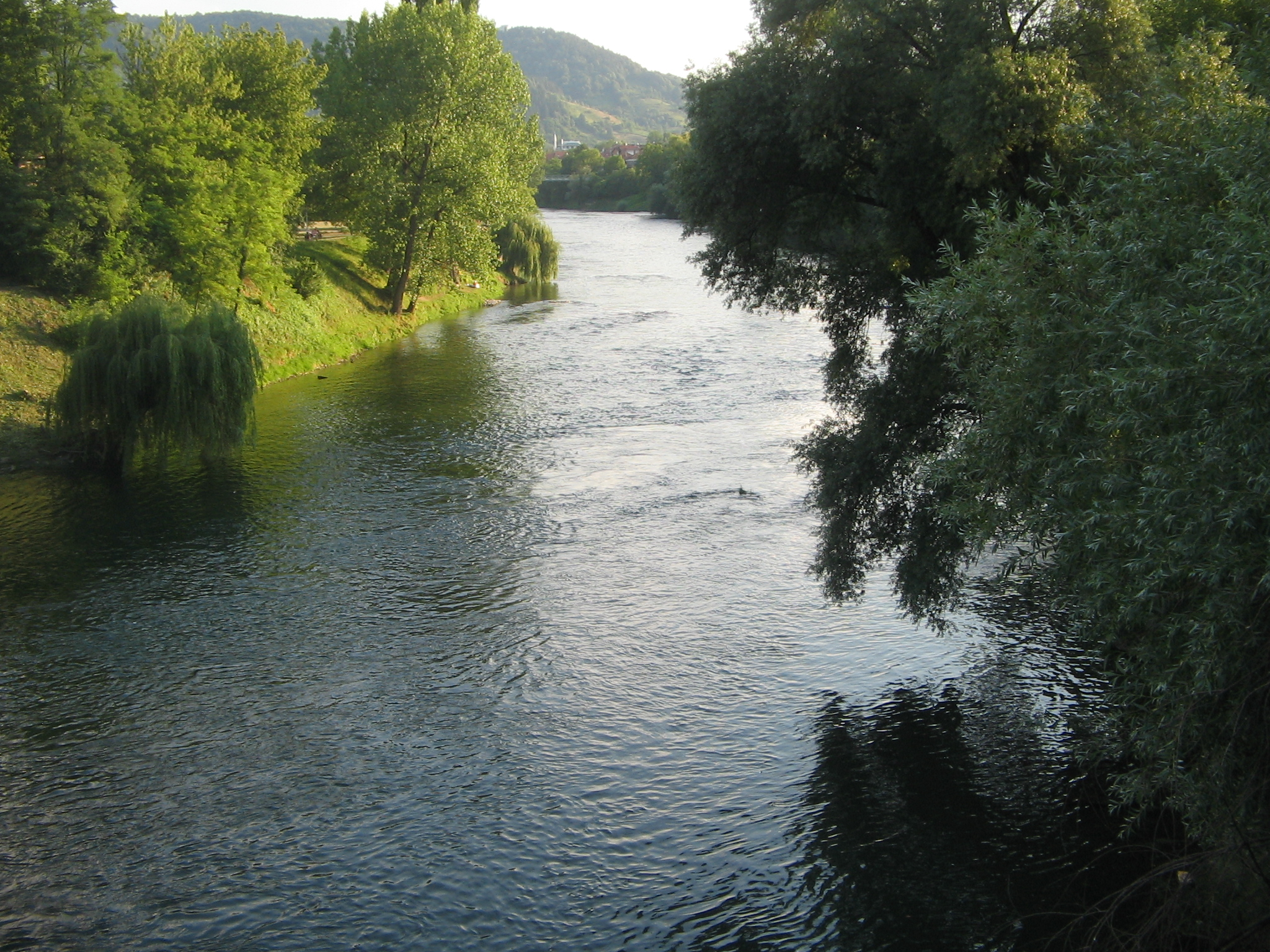
Врбас около Бани-Луки
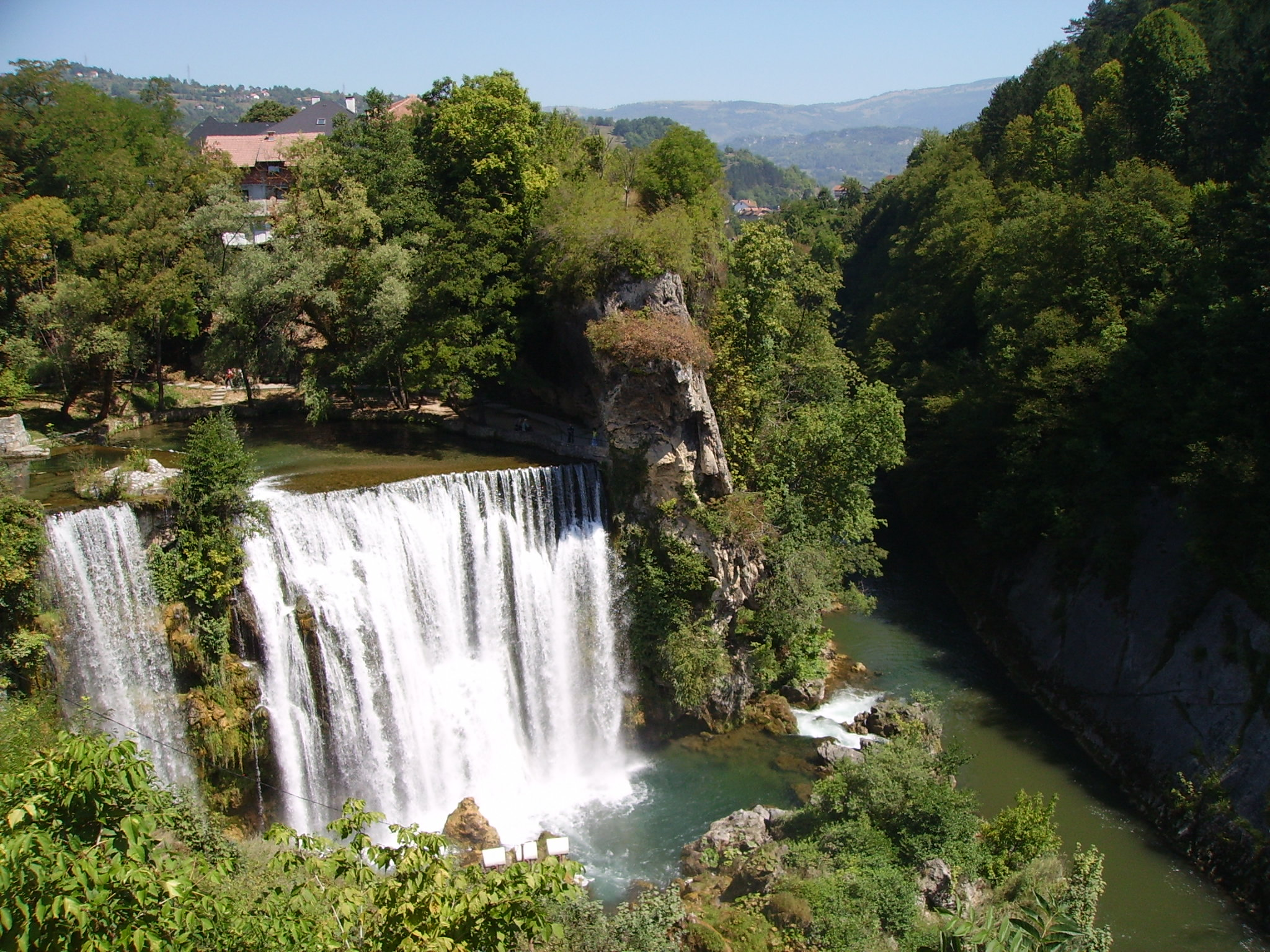
Водопад около Яйце
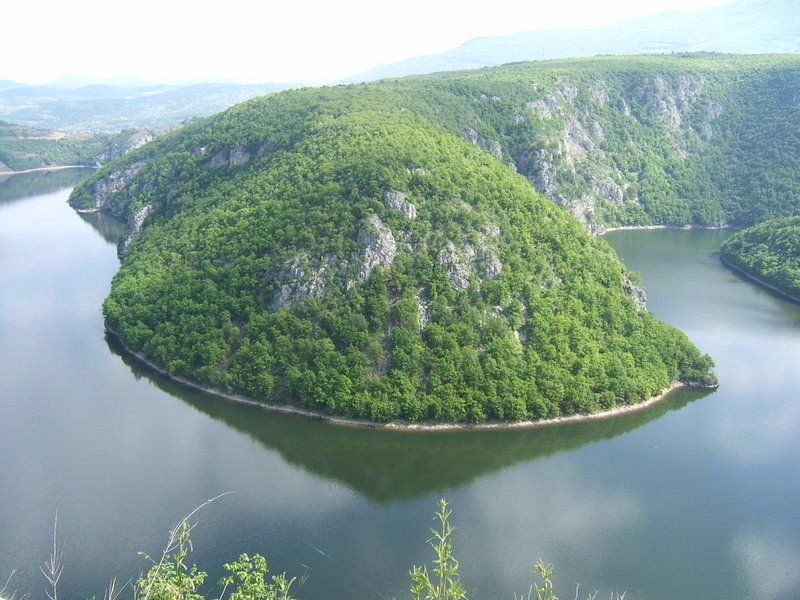
Водохранилище Бочац
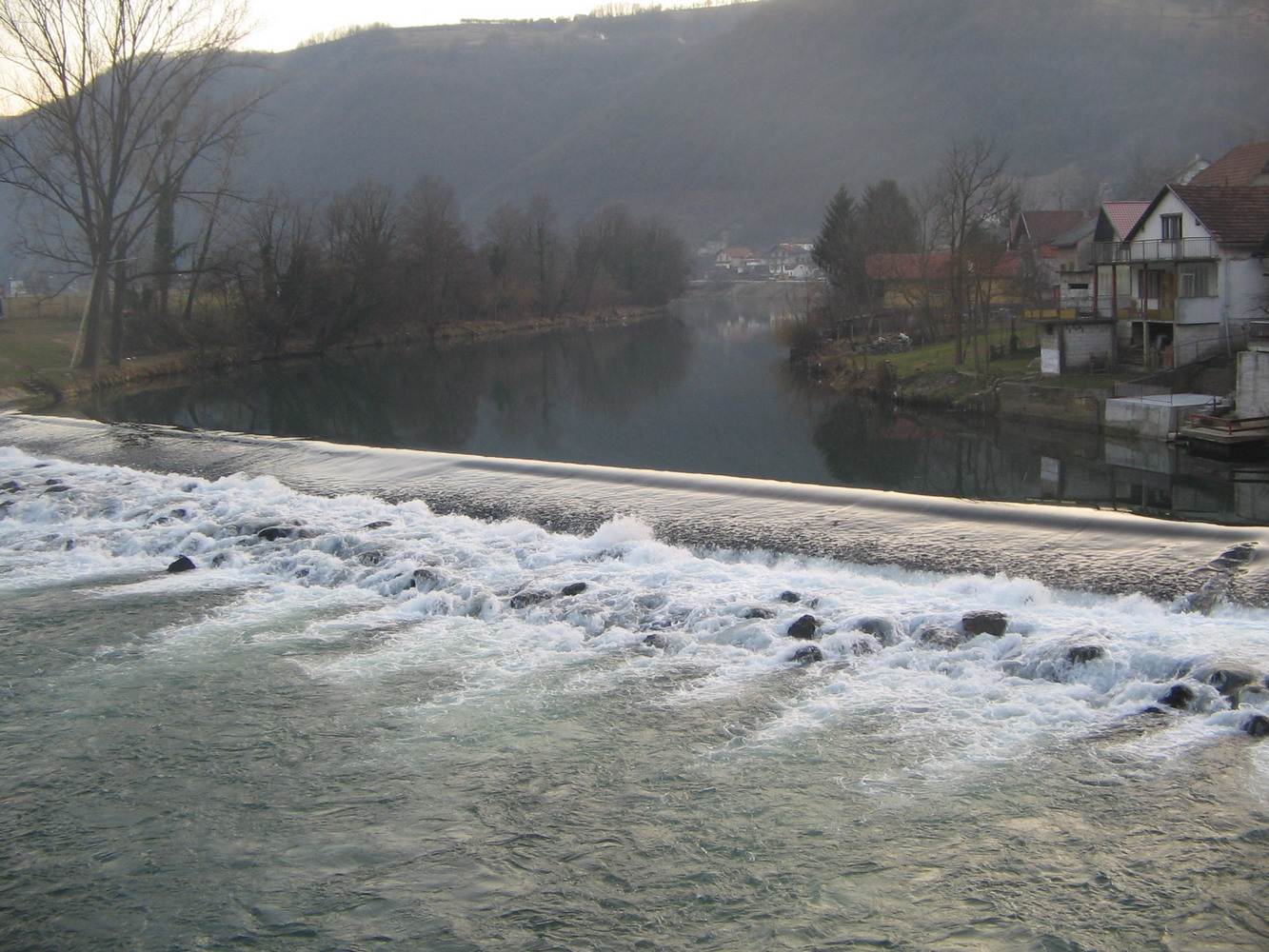
Врбас около Новоселия